# Užne vođice
Užne vođice  (engl.: fairleads) su dijelovi brodske opreme koji služe kako im samo ime govori vođenju užeta ili lanca do bitve ili vitla. Vođice postoje raznih oblika i vrsta, a najčešće su oble ili zaobljene te pravokutne nepokretne vođice, a vrlo su česte i okrugle okretne vođice prikazane na prvoj slici. Nekada su se izrađivale od drva (vidi drugu sliku), a danas su većinom od lijevanog željeza, a na plovilima za razonodu od inox-a ili od bronce. 
- Metalne okretne vođice
- Drvena nepokretna vođica
- Metalna vođica na plovilu za razonodu
- Krma broda i vođice obojane plavom bojom